# Buorgukejaure
Buorgukejaure är en sjö i Sorsele kommun i Lappland och ingår i Umeälvens huvudavrinningsområde. Sjön har en area på 2,86 kvadratkilometer och ligger 663,3 meter över havet. Buorgukejaure ligger i Vindelfjällen Natura 2000-område. Sjön avvattnas av vattendraget Juktån.

## Delavrinningsområde
Buorgukejaure ingår i det delavrinningsområde (730360-150143) som SMHI kallar för Utloppet av Buorgukejaure. Medelhöjden är 777 meter över havet och ytan är 18,7 kvadratkilometer. Det finns ett avrinningsområde uppströms, och räknas det in blir den ackumulerade arean 26,78 kvadratkilometer. Juktån som avvattnar avrinningsområdet har biflödesordning 2, vilket innebär att vattnet flödar genom totalt 2 vattendrag innan det når havet efter 375 kilometer. Avrinningsområdet består mestadels av skog (47 procent) och kalfjäll (37 procent). Avrinningsområdet har 2,95 kvadratkilometer vattenytor vilket ger det en sjöprocent på 15,8 procent.